# Sandra Llabrés
Sandra Llabrés Donadieu (Marsella, 11 de junio de 1971) es una presentadora, organizadora de eventos y locutora de radio española. 

## Biografía
Hija de padre español y madre francesa se trasladó a vivir en Mallorca (Islas Baleares) cuando todavía no había cumplido un año de edad. Cursó sus estudios primarios y bachillerato en Inca. Empezó de forma casual en el mundo de la radio en Radio Balear Inca en el año 1989. Presentando desde programas musicales, magazines por la mañana y tarde e informativos, trabajando en formatos culturales, deportivos y de entretenimiento. En la misma época trabaja en diferentes formatos en TVI (Televisión de Inca).
Dirige durante ocho años la Radio Municipal de Muro (M Radio) y presenta el magazine de la mañana en esta emisora consiguiendo un alto índice de audiencia en la zona norte de la isla. [cita requerida]. Además, colabora escribiendo artículos para varias publicaciones. 
Desde el año 2005 hasta la actualidad es una de las voces más carismáticas de la comunidad balear, concretamente en la radio pública IB3 Ràdio (la Radio Autonómica de las Islas Baleares) donde ha presentado y dirigido programas como 3denit, El Club de la Dona, Quin guirigall, La mar de coses, La Comunitat. Actualmente está al frente del programa Pirates i Sirenes, el magazine nocturno en la radio autonómica balear y también trabaja cómo coordinadora en la revista inmediatika.